# 駐日スーダン大使館
駐日スーダン大使館（ちゅうにちスーダンたいしかん、アラビア語: سفارة السودان في اليابان、英語: Embassy of Sudan in Japan）は、スーダンが日本の首都東京に設置している大使館である。在東京スーダン大使館（アラビア語: سفارة السودان في طوكيو、英語: Embassy of Sudan in Tokyo）とも呼ばれる。
1956年1月6日に日本がスーダンの独立を承認した後、1961年9月に駐日スーダン大使館が開設された。1970年2月に一旦閉鎖されたが、1973年8月に再開されて現在に至っている。

## 所在地
| 日本語 | 〒152-0023 東京都目黒区八雲4-7-1        |
| 英語   | Yakumo 4-7-1, Meguro-Ku, Tokyo 152-0023 |

- アクセス: 東急東横線都立大学駅北口

## 大使
2021年9月17日より、アブデルムタリブ・エルシェイク・モハメド・アーメッド参事官が臨時代理大使を務めている。

## ギャラリー

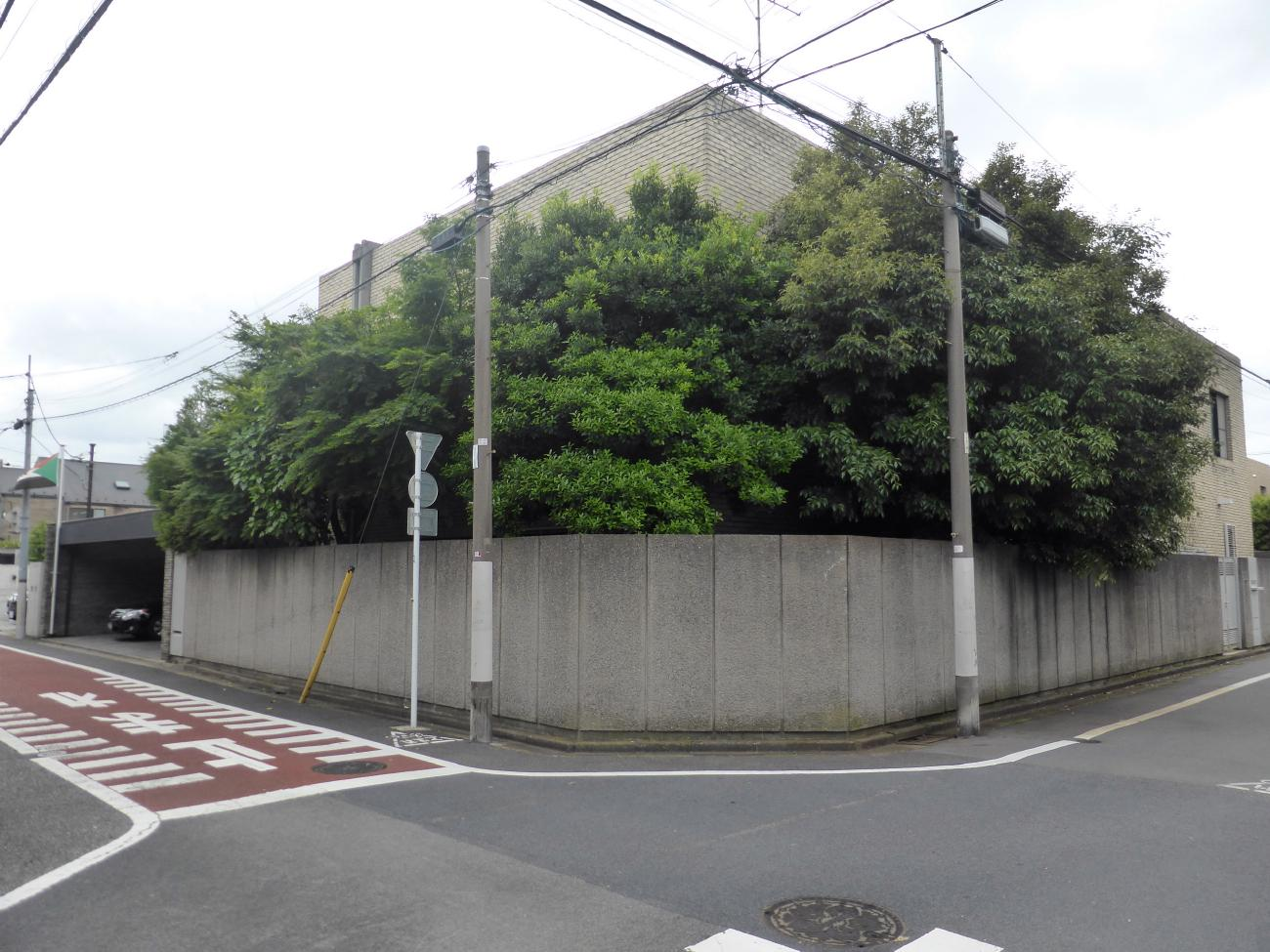
十字路にあるスーダン大使館
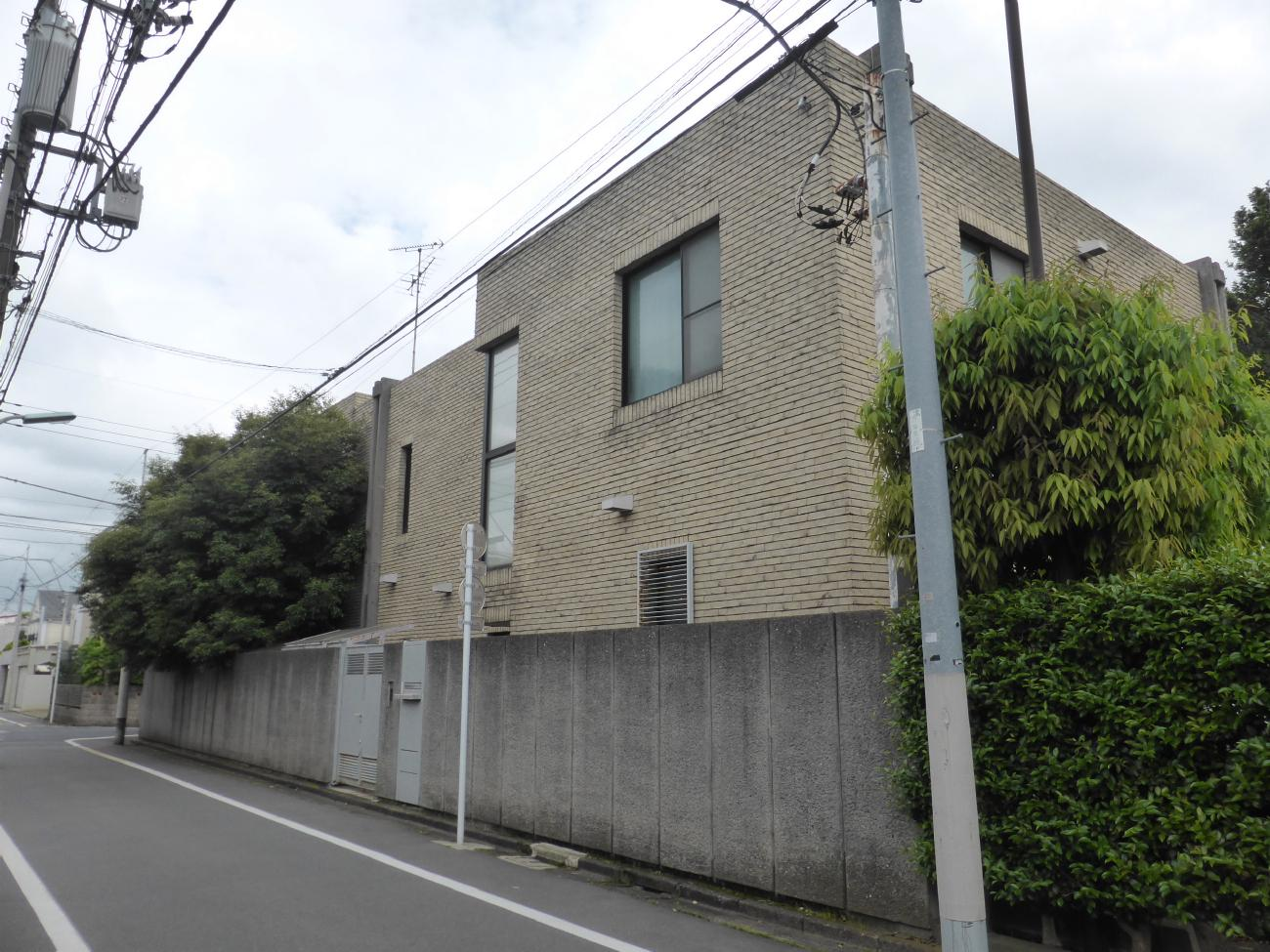
スーダン大使館裏口
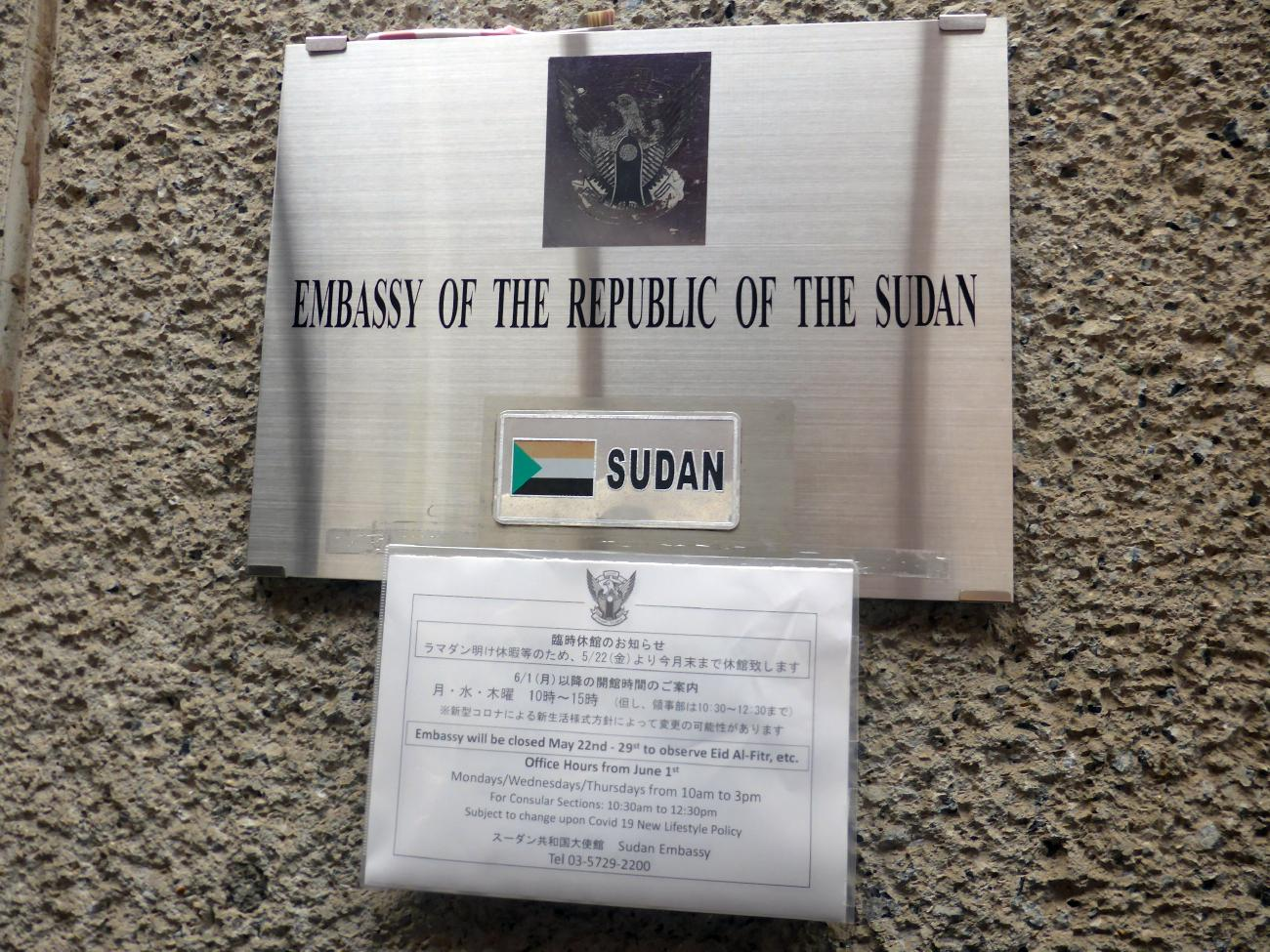
スーダン大使館プレート